# Erik Serlachius

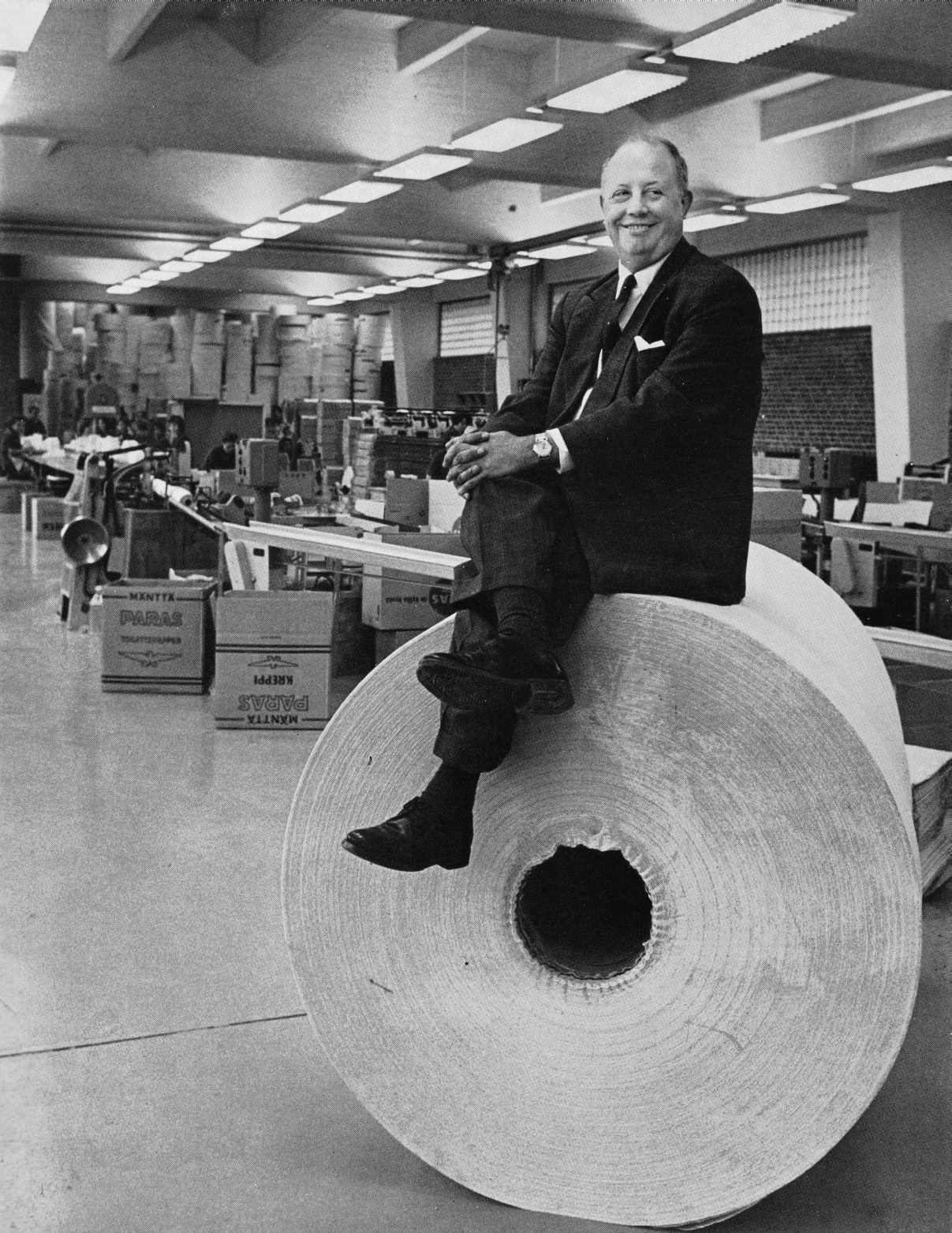
R. Erik Serlachius i början av 1960-talet.

Ralph Erik Serlachius, född 24 januari 1901 i Mänttä, död 8 oktober 1980 i Helsingfors, var en finländsk industriman.
Serlachius blev diplomingenjör 1922. Han efterträdde 1942–1968 fadern Gösta Serlachius som verkställande direktör för G.A. Serlachius Oy. Han innehade ett stort antal styrelse- och förvaltningsrådsposter inom näringslivet och var därtill bland annat från 1973 kansler för Finlands Lejons orden och Finlands Vita Ros' orden.
Serlachius tjänstgjorde 1953–1954 som partilös kommunikationsminister i Sakari Tuomiojas expeditionsministär och var 1964–1966 ordförande i Finska träförädlingsindustriernas centralförbund. Han förlänades bergsråds titel 1946 och utnämndes till hedersdoktor vid Åbo Akademi 1963.
R. Erik Serlachius var fader till bergsrådet Gustaf Serlachius (1935–2009).

### Uppslagsverk
- Serlachius, Erik i Uppslagsverket Finland (webbupplaga, 2012). CC-BY-SA 4.0